# Arboreto Burgholz
El Arboreto Burgholz en alemán : Staatsforst Burgholz es un arboreto de 250 hectáreas de extensión en Wuppertal, Alemania. 
Está administrado por el "Landesbetrieb Wald und Holz Nordrhein Westfalen".

## Localización
Se ubica en Renania del Norte-Westfalia, en la proximidad de las fronteras de Holanda y Bélgica.
Staatsforst Burgholz, Friedensstraße 69, Wuppertal, Nordrhein-Westfalen-Renania del Norte-Westfalia, Deutschland-Alemania.
Planos y vistas satelitales.51°16′0″N 07°11′0″E / 51.26667, 7.18333
Está abierto todos los días y la entrada es gratuita.

## Historia
El arboreto se inició antes de 1900 para poner a prueba la idoneidad de las especies de árboles exóticos para uso forestal. 
Se convirtió en un jardín botánico, en gran parte gracias a los esfuerzos de silvicultor Heinrich Hogrebe (1913-1998).

## Colecciones
Actualmente alberga más de 130 especies de árboles caducos y coníferas dispuestas en plantaciones de América del Norte, Asia, y Mediterráneo, con cuatro senderos marcados.

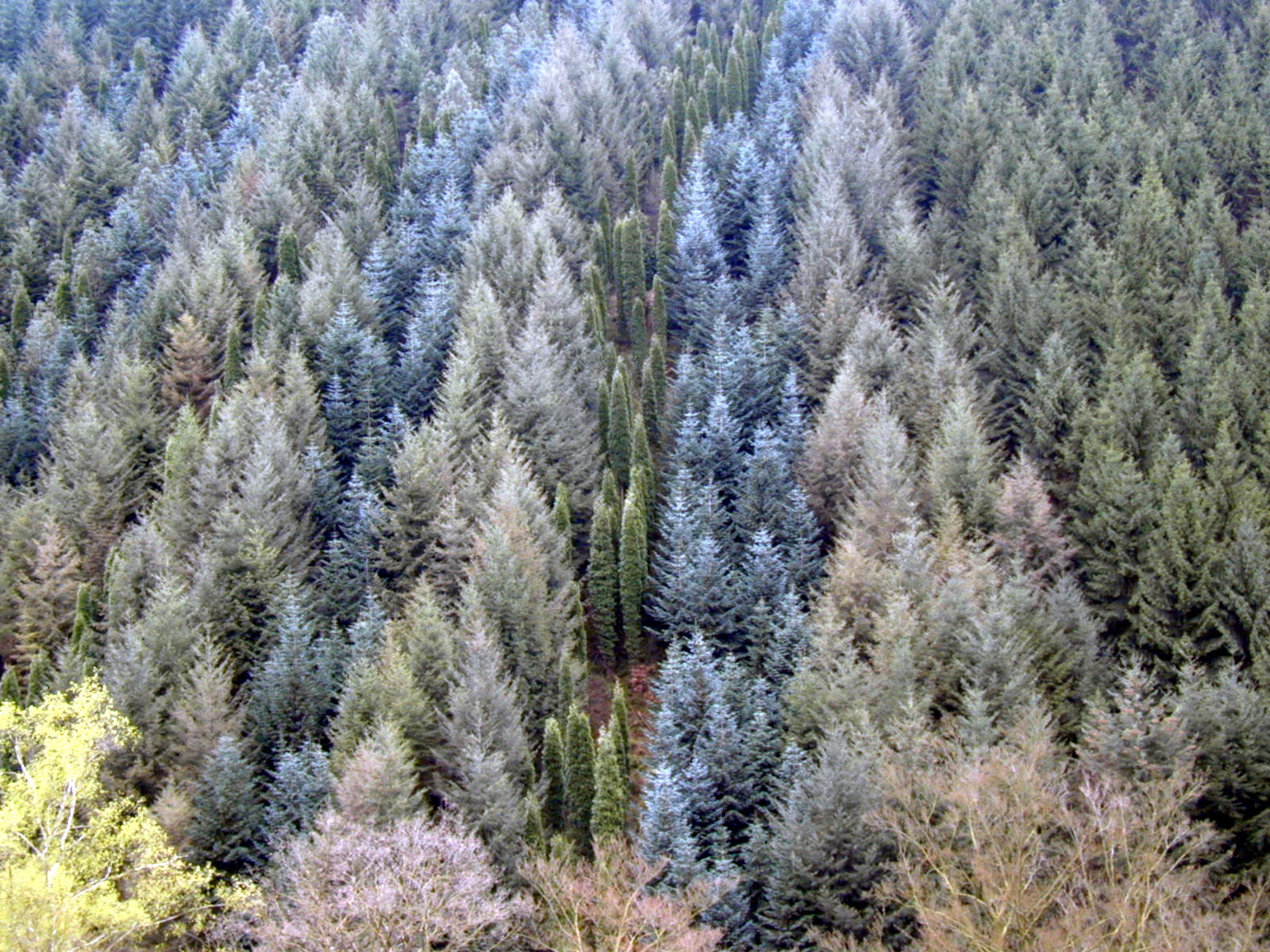
Staatsforst Burgholz.
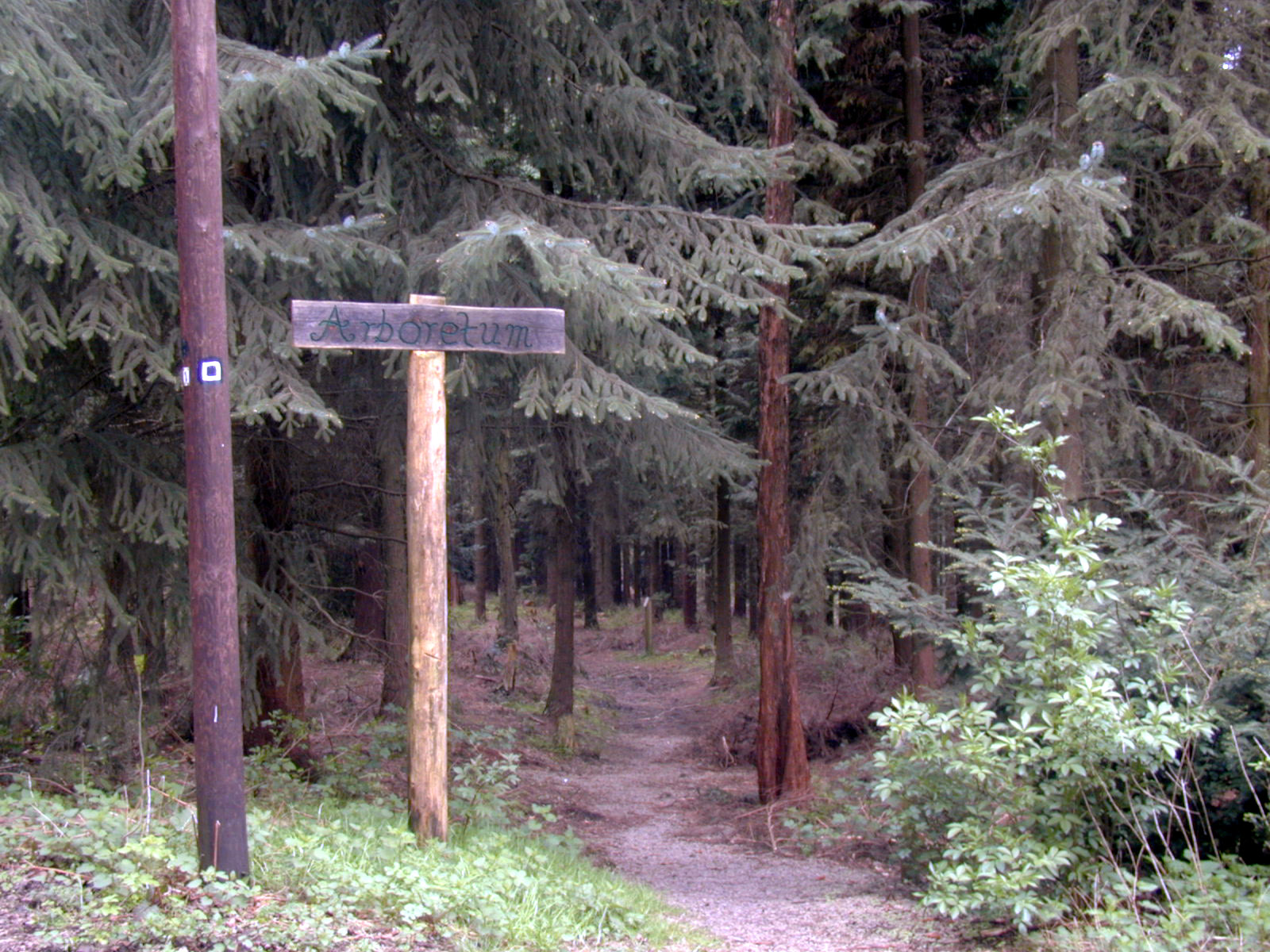
Staatsforst Burgholz.